# 军事反情报局 (德国)
军事反情报局（德語： ; MAD ）是德国三大联邦情报机构之一，负责军事反间谍工作。另外两个是对外情报机构联邦情报局 （Bundesnachrichtendienst，BND）和对内情报机构联邦宪法保卫局（Bundesamt für Verfassungsschutz，BfV） 。
军事反情报局的总部位于科隆，在德国各地的城市共设有 12 个分组。这些 MAD组织统称为 Militärischer Abschirmdienst。该机构拥有约 1,300 名军事和文职雇员，在2019 年时，该组织的开销预算为 113,251,923 欧元。
它的正式名称是Bundesamt für den Militärischen Abschirmdienst ，由以前的名称Amt für die Sicherheit der Bundeswehr更改而来。 

## 职责
MAD 是德国武装部队德国联邦国防军的一部分。作为一个对内情报机构，它在军队中的职能与联邦宪法保卫局类似，并与 BfV 密切合作。 MAD 的主要职责是反情报和侦查联邦国防军内部的“反宪法活动”。其他职责包括保护德国联邦国防军的财产免受破坏和外国间谍活动。 MAD 的成员还参与了具有高安全要求的建筑物的规划和建造。 MAD 没有起诉权。德国军事情报行动以及战略防御相关情报的牵头机构是位于柏林的德国联邦国防部。
MAD 的法律基础是1990年12月20日的军事反情报局组织法，经2005年4月22日的法律第8条修订。

## 组织
除行政事务部外，还有以下专业部门：
- Z部门：中央机构
- E部门：反极端主义和反恐
- S 部门：反间谍和行动安全
- 第四部门：保密（人员和资料）
- 第五部门：技术

12 个区域办事处位于：
- 安贝格
- 汉诺威
- 希尔登
- 基尔
- 科布伦茨
- 莱比锡
- 美因茨
- 慕尼黑
- 罗斯托克
- 施维洛湖
- 斯图加特

## 历史
MAD 的前身是盟军与德国政府之间的联络处，并于1956年联邦国防军成立后以现在的形式存在。直到1984年，其总部才被称为“联邦武装部队安全办公室”（ASBw，Amt für Sicherheit der Bundeswehr）。 MAD 卷入了多起丑闻，包括在部长不知情的情况下秘密监视时任国防部长格奥尔格·莱伯的家。他的秘书被错误地怀疑为东德国家安全部（Ministerium für Staatssicherheit或Stasi ）从事间谍活动。莱伯于1978年初获悉非法监视，但直到Quick杂志于1978年1月26日发表文章后才通知联邦议院。 Georg Leber 于1978年2月16日辞职，因为违背总理赫尔穆特·施密特的意愿，并对监视丑闻负全部责任。
另一个丑闻是1983年的基斯林事件，当时军事反情报局调查了与北约合作的联邦国防军四星上将君特·基斯林（北约陆军司令兼欧洲盟军副最高司令）。根据来自可疑来源的同性恋传言，这位将军被认为是安全隐患，并被当时的国防部长曼弗雷德·沃纳要求提前退休，这位将军后来被平反。该事件对军队产生了重大影响：指挥官被免职，前内政部长Hermann Höcherl ( CSU ) 成立了一个委员会，负责调查军事反情报局的运作方式，提出改革建议并迅速实施。
截至1984年9月，根据 Höcherl 报告，该军事反情报局进行了重组，并设立了更多文职职位。
在1990年10月，前东德军队国家人民军（NVA）并入德国联邦国防军后，军事反情报局拥有7个组和28个地区办事处。1994年，随着武装部队的裁减，该办公室减少到14个。